# Boletus atkinsonii
Espèce
Boletus atkinsonii, Bolet d'Atkinson, est une espèce de champignons basidiomycètes, comestible rare, du genre Boletus, de la famille des Boletaceae. Comme Boletus edulis en Europe, dont il présente la même morphologie tout en se distinguant par un chapeau gris, rugueux et froissé, il a longtemps été considéré comme une variété, pour devenir une espèce à part entière lors des analyses phylogénétiques dans un des clades du groupe des edulis sensu lato[précision nécessaire].

## Taxonomie

### Nom binomial
Boletus atkinsonii (Peck, 1904)

## Description du sporophore

### Hyménophore
Le chapeau est de 6 à 25 cm de diamètre, initialement de forme convexe, avant de s'aplatir en vieillissant, presque plat et sec ; finement rugueux, un peu ridé ; devenant souvent craqué en âge. Un peu alvéolé, tomenteux, puis souvent craquelé-aréolé avec l'âge, brun ou brun jaunâtre, à marge unie.

### Cuticule
La surface est rugueuse ou légèrement tomenteuse, de couleur brun grisâtre au brun jaunâtre.

### Chair
La chair épaisse est blanc et ne bleuit pas quand on l'écrase, elle réagit à l'ammoniaque et devient pourpre.

### Hyménium
Les pores sont blancs quand ils sont jeunes, devenant jaunâtres ou jaune brunâtre.

### Stipe
Le stipe va de 5 à 12 cm de long et de 1 à 3 cm d'épaisseur. Il est sec, solide, blanchâtre ou brunâtre et présente des proéminences réticulées aux arêtes brunâtres.

### Sporée
L'impression de la sporée  est brun jaunâtre.

### Spores
Les spores sont ellipsoïdes à subfusiformes, lisses, jaune pâle, 11,5-13,5 x 4-5 µm

## Répartition
Ce champignon mycorhize avec des feuillus, surtout de chênes et de hêtres. Les sporophores sont seuls, dispersés, ou grégaires, de l'été à l'automne. Il est largement distribué dans l'est de l'Amérique du Nord.

## Saison
Ce champignon se développe à la fin de l'été, du mois d'août à la mi-septembre

## Comestibilité
Ce champignon est un excellent comestible, même cru, mais souvent véreux.

## Confusion possible
Boletus nobilissimus, récemment décrit, paraît être à peu près identique à Boletus atkinsonii.
Boletus variipes, proche, diffère par une stature moins élancée et un stipe avec des réticulations plus évidentes.

## Publication originale
- C.H. Peck, Report of the state botanist, 1904 - volume 94 - pages 5 à 58 - 1905.